# Kawasaki KLR600
La Kawasaki KLR600 est une moto trail de 553 cm3 produite par l'entreprise japonaise Kawasaki depuis en 1984 et 1985, avant d'être remplacée pour la décennie suivante par la Kawasaki KLR650.